# Tertium non datur
Tertium non datur (tradotto: «Una terza cosa non è data») è una locuzione che sta a significare che non esiste una terza soluzione rispetto ad una situazione che sembra prefigurarne soltanto due. Si potrebbe leggere quindi come: «Non ci sono altre possibilità eccetto queste due». In italiano è detto anche terzo escluso.
L'articolazione della frase, nella sua secchezza e laconicità, è piuttosto semplice: datur è la terza persona singolare passiva del verbo dare (quindi «è dato») e tertium figura come aggettivo neutro sostantivato, in quanto riferito a res, ovvero «cosa»: quando la parola res è sottintesa, l'aggettivo prende il genere neutro. La negazione non compare con lo stesso uso che ne fa la lingua italiana.
Enunciato 
| A | {\displaystyle \neg A} | {\displaystyle A\vee (\neg A)} |
| - | ---------------------- | ------------------------------ |
| V | F                      | V                              |
| F | V                      | V                              |

## Logica e principio del terzo escluso
L'espressione entra nella formulazione del principio logico del terzo escluso che afferma che due proposizioni formanti una coppia antifatica (p e ¬p) devono avere valore di verità opposto, ovvero non esiste una terza possibilità (Tertium non datur). Esso si trova già formulato nella Metafisica di Aristotele.
In altre parole, non è possibile che due proposizioni contraddittorie siano entrambe non vere, in quanto esso afferma che il valore di verità di una proposizione è sempre opposto a quello della proposizione contraddittoria. Il principio del tertium non datur è più generale del principio di non-contraddizione o di consistenza e implica che se una proposizione è vera, non lo è il suo contrario, fatto che a priori non esclude che entrambe possano essere non vere. Il principio si differenzia anche dal principio di bivalenza che afferma che una proposizione è vera o è falsa.
Le teorie sui fondamenti della matematica, in particolare la scuola intuizionista, non ne danno oggi per scontata l'autoevidenza. La logica fuzzy rifiuta questo principio perché i valori di verità sono presi nell'intervallo chiuso tra vero e falso nel campo dei numeri reali, violandone la polarità. In tutte le logiche in cui i valori di verità sono polari questo principio conserva ancora tutta la sua validità, come si dimostra in logica binaria.

## Nella logica proposizionale
Nell'ambito della logica proposizionale, il principio del terzo escluso è formalizzato nel modo seguente:
{\displaystyle p\vee \neg p},
dimostrata dai seguenti passaggi:
| Dipende dalla riga n. | Riga n. | F.b.f.                                                     | Regola applicata                     | Righe di applicazione della regola |
| --------------------- | ------- | ---------------------------------------------------------- | ------------------------------------ | ---------------------------------- |
| 1                     | (1)     | {\displaystyle \neg (P\vee \neg P)}                        | assunzione (A)                       |                                    |
| 2                     | (2)     | P                                                          | assunzione (A)                       |                                    |
| 2                     | (3)     | {\displaystyle P\vee \neg P}                               | Introduzione della disgiunzione (IV) | 2                                  |
| 1,2                   | (4)     | {\displaystyle (P\vee \neg P)\wedge [\neg (P\vee \neg P)]} | Introduzione della congiunzione (I∧) | 3 , 1                              |
| 1                     | (5)     | {\displaystyle \neg P}                                     | Reductio ad absurdum (RAA)           | 2 , 4                              |
| 1                     | (6)     | {\displaystyle (P\vee \neg P)}                             | Introduzione della disgiunzione (IV) | 5                                  |
| 1                     | (7)     | {\displaystyle (P\vee \neg P)\wedge [\neg (P\vee \neg P)]} | Introduzione della disgiunzione (IV) | 6 , 1                              |
|                       | (8)     | {\displaystyle \neg \neg (P\vee \neg P)}                   | Reductio ad absurdum (RAA)           | 1 , 7                              |
|                       | (9)     | {\displaystyle (P\vee \neg P)}                             | Doppia negazione                     | 8                                  |

La tesi era già dimostrata in corrispondenza della riga (6), che tuttavia dipendeva ancora da un'ipotesi,  quella assunta nella riga (1). Il principio logico, invece, è universalmente vero e non dipende da alcuna ipotesi, nemmeno quelle assunte in ordine alla tesi da dimostrare. I passaggi dalla riga (7) alla riga (9) comprese sono necessaria per escludere la dipendenza della tesi da qualsivoglia assunzione.
Dal principio del terzo escluso, discendono le due seguenti leggi logiche:
{\displaystyle [P\rightarrow \neg P]\vdash \neg P} (1*)
{\displaystyle P\rightarrow Q,P\rightarrow \neg Q\vdash \neg P} (2*)
Inoltre, mediante altri teoremi, si dimostra anche che {\displaystyle [(\neg P)\vee Q]\vdash [P\rightarrow Q]} (3*), verità logica che, ponendo {\displaystyle Q=P}, permette di derivare la legge di identità {\displaystyle P\rightarrow P} a partire dal principio del terzo escluso assunto come premessa. Se invece si pone {\displaystyle Q=\neg \neg P}, allora si ha che {\displaystyle [\neg P\vee (\neg \neg P)]\vdash [P\rightarrow (\neg \neg P)]}, che è la prima delle due leggi della doppia negazione. Si noti a questo punto che la parte a destra dell'ultima espressione di sequenza è una legge della logica proposizionale, la sua premessa {\displaystyle \neg P\vee (\neg \neg P)} è in realtà universalmente valida ed è una riscrittura del principio del terzo escluso. La seconda legge di identità afferma che {\displaystyle \neg \neg P\rightarrow P}.

Si dimostra anche che è valido il reciproco della precedente proprietà, cioè {\displaystyle P\rightarrow Q\vdash \neg P\vee Q} (4*): ponendo di nuovo {\displaystyle Q=\neg P}, si ha che {\displaystyle [P\rightarrow \neg P]\vdash [\neg P\vee (\neg P)]}, e per la (1*) si ha che {\displaystyle \neg P\vdash \neg P\vee (\neg P)}.
Tradotti in parole, la prima legge afferma che se una cosa implica il suo contrario, allora non può esistere. Ciò smentisce seccamente il noto proverbio secondo il quale i contrari si coimplicherebbero a vicenda, nonché il divenire dell'uno nell'altro reciprocamente. Il corrispondente detto latino è: contraria reciprocantur seu convertuntur.

La seconda legge afferma che un ente non può essere la causa di un effetto e della sua negazione logica, interpretata nella metafisica come il suo contrario o opposto.
Ciò ha rilevanti implicazioni logiche e matematiche nella fattibilità della dialettica degli enti secondo Hegel: tesi, antitesi e sintesi.
Data la loro importanza, si riportano in breve le rispettive dimostrazioni:
| Dipende dalla riga n. | Riga n. | F.b.f.                              | Regola applicata                     | Righe di applicazione della regola |
| --------------------- | ------- | ----------------------------------- | ------------------------------------ | ---------------------------------- |
| 1                     | (1)     | {\displaystyle P\rightarrow \neg P} | assunzione (A)                       |                                    |
| 2                     | (2)     | P                                   | assunzione (A)                       |                                    |
| 1,2                   | (3)     | {\displaystyle \neg P}              | modus ponendo ponens (MPP)           | 1 , 2                              |
| 2,3                   | (4)     | {\displaystyle P\wedge (\neg P)}    | Introduzione della congiunzione (I∧) | 2, 3                               |
| 1                     | (5)     | {\displaystyle \neg P}              | Reductio ad absurdum (RAA)           | 2 , 4                              |

La dimostrazione procede per assurdo. Nella riga (2) viene assunta la negazione della tesi da dimostrare, che è {\displaystyle \neg P}. Per la regola della doppia negazione (passaggio omesso) si ha che {\displaystyle [\neg (\neg P)]=\neg \neg P=P}. Si arriva ad una contraddizione nella riga (4), che per il principio di non-contraddizione non può essere vera. Allora, si può applicare la regola della riduzione all'impossibile, che, in presenza di una contraddizione, impone di negare l'assunzione che la causa, vale a dire la riga (2). Negando la negazione della tesi nella riga (2), la tesi {\displaystyle \neg \neg \neg P=\neg P} risulta verificata.
La dimostrazione della seconda legge è la seguente:
| Dipende dalla riga n. | Riga n. | F.b.f.                              | Regola applicata                     | Righe di applicazione della regola |
| --------------------- | ------- | ----------------------------------- | ------------------------------------ | ---------------------------------- |
| 1                     | (1)     | {\displaystyle P\rightarrow Q}      | assunzione (A)                       |                                    |
| 2                     | (2)     | {\displaystyle P\rightarrow \neg Q} | assunzione (A)                       |                                    |
| 3                     | (3)     | P                                   | assunzione (A)                       |                                    |
| 1,3                   | (4)     | Q                                   | modus ponendo ponens (MPP)           | 1 , 3                              |
| 1,4                   | (5)     | {\displaystyle \neg Q}              | assunzione (A)                       | 1 , 4                              |
| 1,3,4                 | (6)     | {\displaystyle Q\wedge \neg Q}      | Introduzione della congiunzione (I∧) | 4 , 5                              |
| 3, 1, 4               | (7)     | {\displaystyle \neg P}              | Reductio ad absurdum (RAA)           | 3 , 6                              |

La dimostrazione procede per assurdo. Viene assunta come ipotesi la negazione della tesi da dimostrare che è {\displaystyle \neg P}. Tale ipotesi {\displaystyle \neg \neg P} diviene {\displaystyle P} per la regola della doppia negazione il cui passaggio viene normalmente omesso nel procedimento per assurdo.
L'applicazione del modus ponendo ponens alle due premesse nelle righe (4) e (5) conduce alla contraddizione della (6), passaggio necessario per concludere l'impossibilità e irrealtà dell'ipotesi alla riga (3) che viene quindi negata alla (7). Come volevasi dimostrare.